# Gary McKinnon
Gary McKinnon, född 10 februari 1966 är en brittisk hackare, som är känd för att ha hackat sig in i USA:s försvarsdepartements och NASA:s interna datornätverk. McKinnon, som har diagnosen Aspergers syndrom, hävdar att hans enda syfte var att finna bevis för att utomjordingar existerar.
USA har velat få Gary utlämnad för att åtala honom för sina brott som beräknas att ha kostat miljonbelopp och kunde ge honom 60 års fängelse men den brittiska regeringen stoppade utlämningen med hänvisning till en bedömning att risken var stor att Gary då kanske skulle begå självmord.